# 大鳍短额鲆
大鳍短额鲆（学名：Engyprosopon macroptera）为鲆科短额鲆属的鱼类，俗名长鳍达摩鲽。分布于台湾东北海域到日本南部以及台湾东北海域等，属于台湾东北部到日本南部底多泥沙区的底层海鱼。该物种的模式产地在日本高知。

## 扩展阅读
維基物種上的相關：大鳍短额鲆